# Frédelon
Frédelon (né vers 815 - mort en 849/852) est un comte de Toulouse et de Rouergue, d'époque carolingienne, appartenant à la maison raymondine.

## Biographie
Frère de Raymond Ier, fils de Foulques de Rouergue ; il trahit Pépin II d'Aquitaine en livrant Toulouse à Charles le Chauve en 849, et cumula dès lors les comtés de Rouergue et de Toulouse, en prenant le titre de comes et marchio (comte et marquis). Il exerce aussi l'autorité sur l'excroissance du comté de Toulouse au delà du royaume que constitue le futur comté de Pallars, en Espagne. Mort vers 852, il était possessionné en Viadène.
Christian Settipani suggère qu’il ait eu un fils, Bernard, abbé de Vabres, et des filles. Fulcrade décédée après 878, épouse de Garnier d'origine Guilhermide. Une autre est l'épouse du comte Étienne.

## Sources
1. ↑  Sous la direction de Éric Crubézy et Christine Dieulafait ; avec la collaboration de D. Cardon, H. Débax, M. de Framond, Le comte de l'an mil, Talence, Fédération Aquitania, 1996, 206 p.
2. ↑  Christian Settipani, La noblesse du Midi carolingien: études sur quelques grandes familles d'Acquitaine et du Languedoc du IXe au XIe siècle, Toulousain, Périgord, Limousin, Poitou, Auvergne, Oxford, Linacre College, Occasional Publications UPR, 2004, 388 p. (ISBN 1-900934-04-3).